# Lagerstroemia punctata
Lagerstroemia punctata är en fackelblomsväxtart som beskrevs av Carl Ludwig von Blume. Lagerstroemia punctata ingår i släktet Lagerstroemia och familjen fackelblomsväxter. Inga underarter finns listade i Catalogue of Life.